# Chimarrita
A “Chimarrita”, é uma dança típica do folclore gaúcho. Teve origem no Arquipélago dos Açores e na Ilha da Madeira, e foi trazida de Portugal por colonos açorianos, na segunda metade do séc. XVIII. Desde a sua chegada ao Rio Grande do Sul, a "chamarrita" (forma original de como era designada) foi evoluindo ao longo de gerações e, no início do séc. XX, passou a ser adotada a forma de dança de pares enlaçados.
A corruptela "Chimarrita” foi a denominação mais usual dessa dança, entre os campeiros.
Do Rio Grande do Sul (e de Santa Catarina), a dança passou para o Paraná, e para o Estado de São Paulo, bem como às províncias argentinas de  Corrientes e  Entre Ríos, onde ainda hoje são populares as variantes "Chamarrita".
Também se encontra a “chimarrita” no Uruguai, onde é considerada um dos ritmos de raiz mais populares.
A “chimarrita” tem como características o bater de pés e o bater de mãos.

## Coreografia
- o "Rufado" - simples dança, sem batidas dos pés no chão e das mãos;
- o "Valsada" - sem batidas dos pés e das mãos;
- o "Rufando" - onde os passos são valsados às batidas ritmadas das palmas e do sapateado.

Os figurantes dispõem-se em filas e depois seguem assim, até formarem uma roda, um atrás do outro. O passo é lento e atraente. É um baile cantado, onde há solo e coro. A “chimarrita” é uma espécie de antiga polca, ou rancheira moderna.